# Уотт, Хью
Хью Уотт (англ. Hugh Watt) (1912—1980), новозеландский политик, депутат парламента от Лейбористской партии, заместитель Премьер-министра Новой Зеландии в (1972—1974). После смерти Нормана Кёрка он исполнял обязанности премьер-министра (1—6 сентября 1974).
В 1953 году он был избран в парламент на дополнительных выборах от округа Онехунга и представлял его до 1975 года, когда его сменил Фрэнк Роджерс.
22 марта 1975 года Уотт был назначен Верховным комиссаром Новой Зеландии в Великобритании сроком на 3 года. Вместе с этим он оставался членом парламента и министром, что вызывало споры. В июне 1975 года Уотта спросили о возможности ухода из парламента. Он ответил: «Если я сейчас оставлю свой пост в парламенте это означает, что я утрачу статус члена правительства и уникальную позицию, которая принадлежит мне как Верховному комиссару в ранге члена исполнительного совета, которая даёт мне доступ к министрам правительства Великобритании».
После прихода к власти Роберта Малдуна 29 ноября 1975 года, новый премьер немедленно отправил Уотта в отставку.

## Биография
Уотт родился в Перте (Западная Австралия) в 1912 году. Его семья эмигрировала в Новую Зеландию, когда ему было два года, поселившись в Окленде. Уотт учился в школе Ремуэры где директором был отец Лесли Манро.
После окончания школы он поступил в Оклендский технологический университет, где изучал инженерное дело, а также играл в регби. Хью вступил в Союз инженеров и был их членом в течение 16 лет. Он гордился своим членством в профсоюзе, но никогда не стремился занимать в нем какие-либо должности. В 1947 году он основал собственный инженерный бизнес и продолжал управлять им (даже будучи министром) до 1969 года.
Он был женат дважды. Первая жена — Элис Мерри Фоуке (1935 по 1965 год), вторая жена — Фрэнсис Уотт. У него было двое сыновей и две дочери.
Уотт родился в Австралии, как сэр Джозеф Уорд и многие другие основатели лейбористской партии, такие как Гарри Холланд, Майкл Джозеф Сэвидж, Боб Семпл и Пэдди Уэбб. Он родился на улице, где жил премьер-министр Австралии Джон Кэртин, поклонником которого был Уотт.
Уотт умер 4 февраля 1980 года в больнице Гринлейн в Окленде после долгой болезни в возрасте 67 лет.